# Alchemilla vellerea
Alchemilla vellerea é uma espécie de rosácea do gênero Alchemilla, pertencente à família Rosaceae.